# Tragaldabas

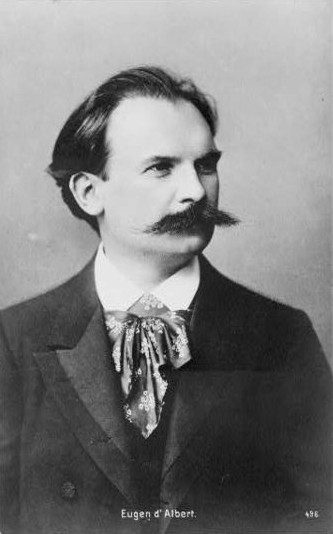
Eugen d'Albert

Tragaldabas, der geborgte Ehemann är en komisk opera i fyra akter med musik av Eugen d'Albert och libretto av Rudolf Lothar efter en förlaga av Auguste Vacquerie. Premiären ägde rum den 3 december 1907 på Stadttheater Hamburg.

## Personer
- Donna Laura, en adelsdam (Sopran)
- Tragaldabas, en dagdrivare, hennes kusin (Baryton)
- Don Ottavio, Lauras beundrare, en adelsman (Tenor)
- Tintamarro, en lodare och bedragare (Tenor)
- Griffo, en lodare och bedragare (Bas)
- Bubus, en polisman (Tenor)
- Minas, en polisman (Bas)
- Ibrahim (Baryton)
- En krögare (Bas)
- Kockar, pojkar och flickor, pager, gäster, gycklare, folk

## Handling

### Akt I
De båda lodarna Tintamarro och Griffo har fått i uppdrag att starta en revolution genom ett attentat på hertigen. Tragaldabs försöker hindra dem men får alternativen att antingen tar han pistolen och skjuter hertigen eller så dödar de honom. Tragaldabas väljer vapnet. Don Ottavio uppvaktar Donna Laura men hon är gift och håller äktenskapet för heligt. Dock tillåter hon sin beundrare att få träffa henne i trädgården nästa dag. Tragaldabas försöker överlåta sitt uppdrag på de två civilklädda poliserna Bubus och Minas, men de arresterar honom direkt. Don Ottavio känner igen Tragaldabas som Donna Lauras kusin och förklarar för de två poliserna att allt bara var ett prov för att kontrollera säkerheten. Tragaldabas släpps fri.

### Akt II
Don Ottavio stämmer möte med Donna Laura. Det hela avbryts av trion Tragaldabas, Tintamarro och Griffo. Då de är berusade uppstår bråk och en duell är ofrånkomlig. Då de saknar en sekundant väljer de Don Ottavio. Då han vet att Tragaldabas inte kan fäktas träder han in i hans ställe. Griffo skadas i armen och duellen abryts. Don Ottavio utnämner Tragaldabas till sin hovmästare. Denne upptäcker Don Ottavio i armarna på Donna Laura och förstår orsaken till sin befordran: Donna Laura är hans hustru.

### Akt III
Tragaldabas har långtråkigt. Don Ottavio försöker muntra upp honom, men smider samtidigt planer på att rymma med Donna Laura. Hon försöker få Tragaldabas berusad så hon kan fly under natten. Under rusets inverkan avslöjar han att Don Ottavio räddade honom från döden. Donna Laura inser att hon inte längre vill gifta sig med Don Ottavio och när han kommer för att hämta henne, avvisar hon honom.

### Akt IV
Don Ottavio ger inte upp Donna Laura. Då Tragaldabas åter igen utmanas på duell av Griffo kan Don Ottavio inte bistå. Tragaldabs kastar svärdet till marken och gömmer sig bakom Don Ottavio. Donna Laura kommer in och förklarar att hon inte är gift med Tragaldabas. Don Ottavio knäböjer framför henne. Tragaldabas förklarar att Don Ottavio var villig att låta honom dö i duellen. Hon är nu övertygad om sin kärlek till Don Ottavio. Tragaldabas tvingas välja: antingen dödas han av Griffo, eller också får han överta rollen som Tintomarras döda apa på cirkus. Han väljer apan.

### Allmänna källor
- Eugen d'Albert: Tragaldabas. Komische Oper in vier Aufzügen. Textbuch. B. Schotts Söhne, Mainz 1907.
- Charlotte Pangels: Eugen d’Albert: Wunderpianist und Komponist. Eine Biographie. Atlantis, Zürich/Freiburg i. Br. 1981, ISBN 3-7611-0595-9.